# Corriente del Brasil

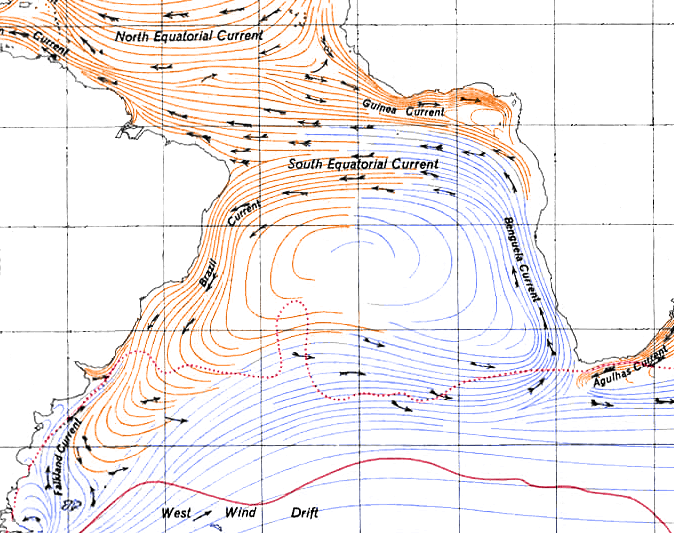
Giro subatlántico

La corriente del Brasil es una enorme masa líquida marina en movimiento en dirección de norte a sur que circula sobre la plataforma continental brasileña en el océano Atlántico Sur a lo largo de la costa sur de Brasil hasta aproximadamente la desembocadura del Río de la Plata.

## Características
Se trata de una masa de agua caliente tropical que fluye a lo largo del talud continental, donde termina dicha plataforma y comienza el brusco descenso hacia las grandes profundidades marinas. 
Esta corriente es causada por el desvío de una porción de la corriente ecuatorial del Atlántico Sur desde donde esa corriente se encuentra con el continente sudamericano. La corriente de Brasil comienza aproximadamente a 10-15˚S, donde la corriente ecuatorial del sur se divide cerca del cabo de São Roque, Brasil. La corriente alcanza una profundidad de 700 m y el transporte estimado a 12˚S es de 2,5 Sv.
Tiene su origen en la región ecuatorial y confluye con las corriente de las Malvinas, que es fría y proviene de la Antártida, entre los 36° y 38° latitud S en el mar Argentino, definiéndose la Confluencia Subtropical. En la zona de confluencia, las aguas de la corriente del Brasil tienen una salinidad mayor a 35,0 por mil. Esta área es denominada Confluencia Brasil-Malvinas.
La llamada convergencia subtropical, (fusión de las dos corrientes marinas), toma dirección hacia el sudeste alejándose de las costas sudamericanas.. 
Si bien la Corriente de Brasil y la plataforma continental adyacente son dos ecosistemas distintos existe evidencia interacción entre ambas. Estos intercambios de agua representan cambios en las propiedades biogeoquimicas de las aguas. El lugar preferencial para este intercambio en la confluencia Brasil-Malvinas.
El transporte aumenta a medida que la corriente va más al sur con 4 Sv a 15˚S. En el lado costero de la corriente, un giro de recirculación anticiclónico a los aproximadamente 30˚S provoca un aumento del transporte de la corriente de Brasil. El transporte estimado hacia el sur a 27˚S, 31˚S, 34˚S y 36˚S es de 11 Sv, 17 Sv, 22 Sv y 41 Sv. El transporte total puede ser de 70 a 80 Sv hacia los 36˚S con la mitad en el giro de recirculación. La corriente del Brasil es parte del giro subtropical del Atlántico sur. El lado sur del giro consiste en la corriente del Atlántico Sur que fluye hacia el este. El límite oriental es el sistema de corrientes de Benguela. El lado norte consiste en la corriente ecuatorial del sur, que fluye hacia el oeste y luego se divide y el agua del norte se convierte en la corriente del Norte de Brasil. Las aguas que fluyen hacia el sur se convierten en la corriente del Brasil, que forma el límite occidental. Es una corriente de límite occidental como la corriente del Golfo, y es su contraparte sur; sin embargo, es considerablemente más superficial y débil. Fluye hacia el sur desde el ecuador hasta la deriva del viento del oeste. Se une a la corriente de las Malvinas en el mar Argentino, lo que lo convierte en un mar templado. La confluencia Brasil-Malvinas es donde la corriente del Brasil comienza a separarse de la costa aproximadamente a 36˚S y es donde el agua subtropical más salada de la corriente del Brasil se encuentra con el agua subantártica más fresca de la corriente de las Malvinas. El transporte principal de la corriente sale de la plataforma continental a unos 38˚S y la temperatura de la superficie del mar en esa latitud se estima en unos 16-18˚C, aunque la latitud donde se cree que la corriente que se separa de la costa está más al norte de julio a septiembre que de enero a marzo. Si la corriente de las Malvinas tiene poco transporte, entonces la trayectoria de la corriente del Brasil está dominada por la curvatura de la tensión del viento. Sin embargo, si el transporte de la corriente de las Malvinas aumenta, la corriente del Brasil se separa de la costa en la latitud observada 38˚S. El rango de temperatura de la superficie del mar y la salinidad para la confluencia Brasil-Malvinas es de 7–18˚C y 33,6–36 psu. La región de la corriente del Brasil también contiene seis grandes masas de agua dentro del sistema: Agua Circumpolar Superior, Agua Circumpolar Inferior, Agua Central, Agua Intermedia Antártica, Agua del Fondo Antártico y Aguas Profundas del Atlántico Norte.